# Physocypria denticulata
Physocypria denticulata är en kräftdjursart som först beskrevs av Daday 1905.  Physocypria denticulata ingår i släktet Physocypria och familjen Cyprididae. Inga underarter finns listade i Catalogue of Life.